# Xylophanes dolius
Espèce
Xylophanes dolius est une espèce de lépidoptères de la famille des Sphingidae, de la sous-famille des Macroglossinae, tribu des Macroglossini, sous-tribu des Choerocampina, et du genre Xylophanes.

## Description
L'envergure est d'environ 70 mm pour les mâles, les femelles sont plus grandes. L'espèce est similaire à Xylophanes hydrata pour la face dorsale des ailes antérieures, mais la couleur de fond est marron et les motifs sont différents. L'abdomen est sans taches latérales basales. Les bandes latérales sont jaune doré pâle et la ligne médiane dorsale est étroite et flanquée de deux lignes diffuses faiblement soulignées par des taches sur les marges postérieures des tergites. La base de la partie supérieure antérieure est gris pâle, bien que le tiers moyen soit brun, avec une petite tache discale bien visible, immédiatement au-delà de laquelle se trouvent deux ou trois tirets longitudinaux courts, brun foncé. Le tiers distal est gris jaunâtre. La moitié basale de la partie inférieure de l'aile est brune et la partie distale est jaune, irisée avec du brun. L'apex a une tache brune bien visible. Il y a aussi une tache brune sur le tornus. La zone marginale entre ces deux taches est plus pâle et jaune, remplie d’orange. La face dorsale des ailes postérieures est brun foncé. La bande médiane pâle est peu développée et souvent recouverte de noir sur la moitié distale.

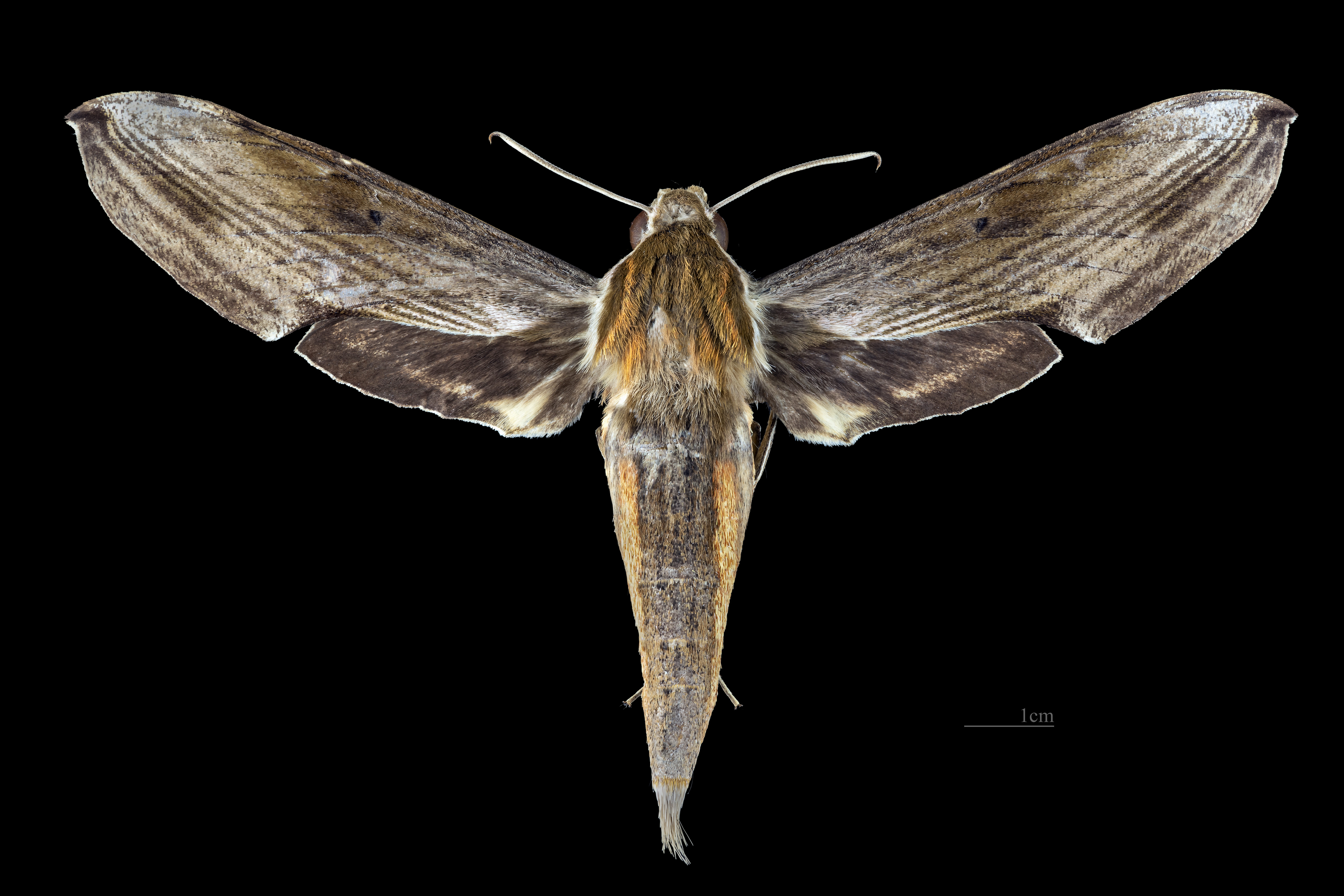
Avers de la femelle (coll.MHNT)
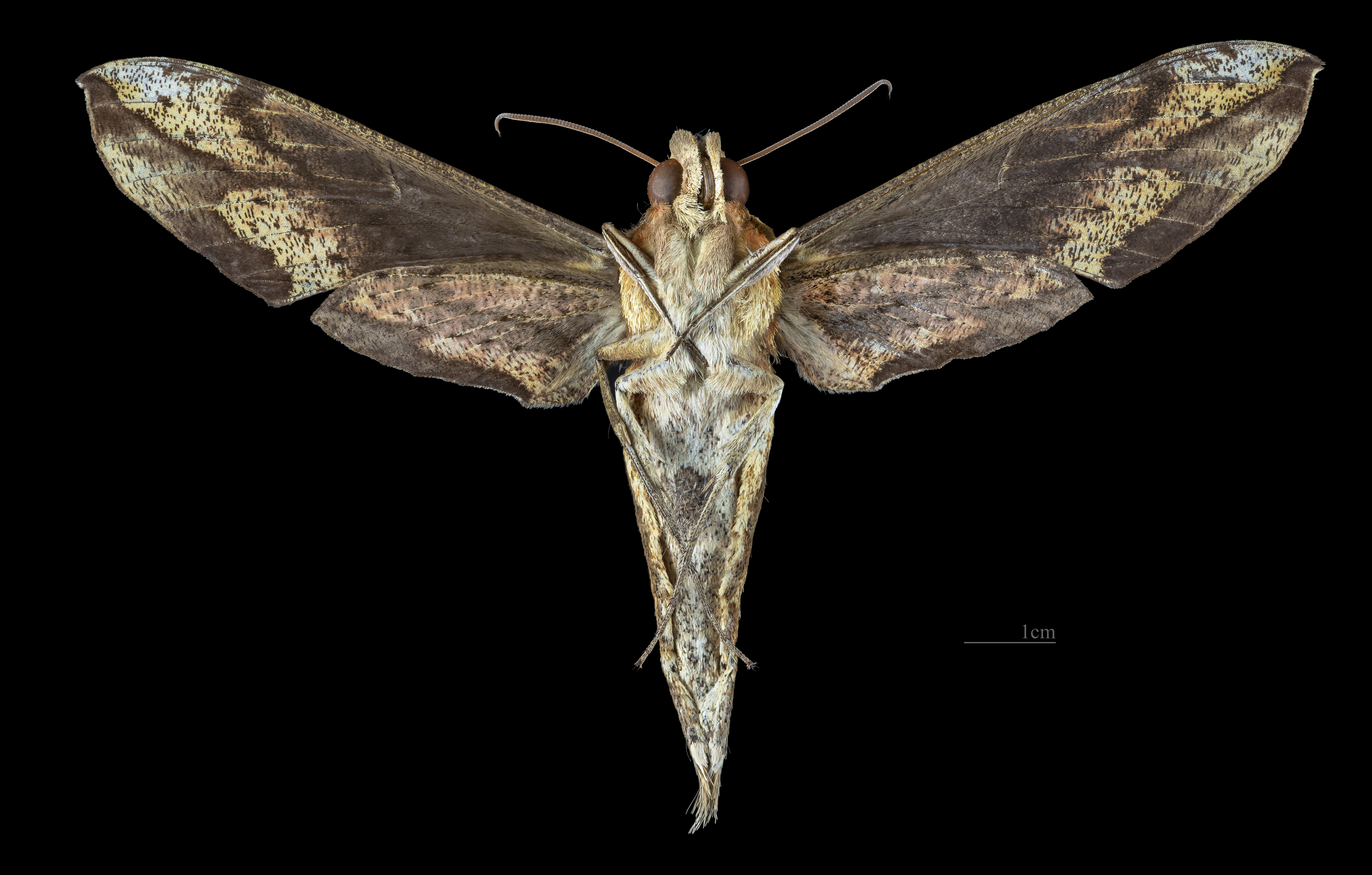
revers de la femelle (coll.MHNT)

## Biologie
Les chenilles se nourrissent d'espèces de Rubiaceae et de Malvaceae.

## Distribution et habitat
Distribution
L'espèce est connue en Équateur et en Bolivie.

## Systématique
L'espèce Xylophanes dolius a été décrite par les entomologistes Lionel Walter Rothschild et Karl Jordan en 1906.
- La localité type est le canton de Zamora en Équateur.